# محطات (سيرة شبه ذاتية)
محطات (سيرة شبه ذاتية) هو كتاب للكاتب الليبي كامل حسن المقهور.

## سبب شهرة الكتاب
نال كتاب المحطات «سيرة شبه ذاتية»، اهتماما كبيرا ومتميزا عند صدوره لعدة أسباب منها أن كاتبه هو أحد رواد القصة القصيرة في ليبيا قدّم مجموعتين قصصيتين متميزتين «14 قصة من مدينتي» صدرت في عام 1965م، و«الأمس المشنوق» صدرت في عام 1968م. ثم شغل مناصب رفيعة كوزير للخارجية وللنفط.
وبعد سنوات طويلة من الابتعاد عن الكتابة الأدبية عاد الكاتب بإرهاصات سنوات عمره الستين ليقدم كتاب المحطات «سيرة شبه ذاتية» عام 1995م، شهادة حية ونابضة عن «الظهرة» المحلة التي شهدت سنوات طفولة الكاتب الأولى، وعن القاهرة التي سافر إليها للدراسة في سن العاشرة. ومن أسباب الاحتفاء الكبير بالكتاب قيمته الأدبية والتاريخية الهامة ونجاحه في تجسيد البيئة المحلية بتفاصيل ظروف صعبة في فترة حالكة ومضطربة لم يتسن تناولها وإعادة بنائها بهذا الشكل الفني الأدبي.